# Mitsuru Satō
Mitsuru Satō (佐藤 満?, Satō Mitsuru; Hachirōgata, 21 ottobre 1961) è un ex lottatore giapponese.
Ha partecipato a due edizioni dei giochi olimpici (1988 e 1992) conquistando una medaglia.

## Palmarès
Olimpiadi
- 1 medaglia:
  - 1 oro (lotta libera - pesi mosca a Seul 1988)

Mondiali
- 1 medaglia:
  - 1 bronzo (52 kg a Clermont-Ferrand 1987)